# Bernard Lorraine
Pour les articles homonymes, voir Diez.
Bernard Lorraine, de son vrai nom Bernard Diez, est un artiste français né le 6 février 1933 à Greux (Vosges) et mort le 21 mars 2002 à Neufchâteau (Vosges).

## Biographie
Bernard Lorraine fut comédien, conférencier et chansonnier. Après avoir vécu douze ans en Amérique latine, essentiellement au Brésil et au Mexique, où il fut professeur pour les Alliances françaises, il revint enseigner en Lorraine, région dont il prit son nom de poète.
Il a publié vingt-huit recueils de poésie, dix anthologies poétiques et des essais où s'expriment révolte et indignation, tout en y mêlant force et humour. Sa poésie, qui reste classique et libre, est toujours solidement rythmée et rimée. Elle s'exprime dans une langue drue, puissante, mais dont la tendresse n'est pas absente. Quelques-uns de ses poèmes ont été mis en chanson. Bernard Lorraine est aussi l'auteur de trois pièces de théâtre et de plusieurs traductions de poèmes étrangers.

## Œuvres
(Liste non exhaustive)
- Le Tartuffe repenti
- Œuvres (1963)
- Seul, seul, seul (1964)
- Vitriol
- Voilà (1965)
- Voici (1966)
- Provocation (1966)
- Encor (1967)
- E=Mc2 (1967)
- Amphitryon (1968)
- Sentences, sentences, sentences (1970)
- Burlesques, burlesques, burlesques (1970)
- Azertyuiop, azertyuiop, azertyuiop (1970)
- Alors, alors, alors (1971)
- Choses, choses, choses (1972)
- Dire, dire, dire (1972)
- Saudades, saudades, saudades (1973)
- Samizdat, samizdat, samizdat (1974)
- Le Cœur à pleurer : florilège poétique (1978)
- La Ménagerie de Noé (1981)
- Le Cœur à l'ouvrage : anthologie de la poésie du travail (1983)
- Lorraine, tes poètes… : une anthologie (1983)
- Daïlan Kifki, l'éléphant volant avec Maria Elena Walsh (1983)
- La Horde (1984)
- Lazarillo de Tormes / roman picaresque espagnol du XVIe siècle
- Poèmes du Brésil / anthologie de 17 textes en bilingue(1985)
- Fleuves (1986)
- La Colombe et le faucon : anthologie des poèmes de la guerre et de la paix (1986)
- Le Temps comme il vient : poèmes (1991)
- Les Animaux des poètes : poèmes (1991)
- Œil de Bronze (1993)
- Les Transports poétiques, la poésie des transports publics urbains : anthologie (1994)
- Liberté : 100 poèmes pour les enfants (1996)
- Électron libre (2000)
- Trésors des épigrammes satiriques : anthologie (2000)
- Andes, Andes, Andes (1984)
- Sept (1986)
- Une Europe des poètes (1991)
- Les Amériques racontées. Le centre et le sud (1992)
- Les Amériques racontées. Le nord (1993)
- La ville au milieu du lac de la lune (1994)
- Ombre du temps : poèmes (1995)
- Chansons de la lune noire : poèmes (1998)
- Panorama de la poésie en Lorraine, des origines à nos jours (1999)
- Un poème, un pays, un enfant : anthologie (2002)
- Stances ; suivi de Le livre de l'identité : poèmes (2004)
- Les Exils
- Rue de Richelieu
- La Pucelle et l'Amazone : représentation de Jeanne d'Arc en littérature : un florilège (2007)
- La Revue «Montparnasse», 1914-1930
- Le tapissier et le pâtissier ou leçon de diction et d'articulation

## Hommages
- La Rue de Maxey à Greux a été renommé en son honneur peu après sa mort par décision municipale.